# 29196 Dius
29196 Dius è un asteroide troiano di Giove del campo troiano. Scoperto nel 1990, presenta un'orbita caratterizzata da un semiasse maggiore pari a 5,2570549 UA e da un'eccentricità di 0,0528713, inclinata di 3,85324° rispetto all'eclittica.
L'asteroide è dedicato a Dios, uno dei figli di Priamo.